# Joran Klarenbeek
Joran Klarenbeek (Haarlem, 2 maart 1989) is een Nederlands honkballer.
Klarenbeek, een rechtshandige werper, speelde in zijn jeugd bij Alcmaria Victrix uit Alkmaar waar hij bij de senioren zijn debuut maakte in 2005 als rechtsvelder en eenmaal aan slag kwam waar hij een vrije loop verdiende met vier wijd. In 2006 en 2007 speelde hij voor het eerste team als startend werper.
In 2005 speelde hij tevens in het Nederlands cadettenteam waarmee hij aan de Koninkrijksspelen in Curaçao deelnam en de wereldkampioenschappen in Mexico. Hier speelde hij twee wedstrijden als werper die beiden door zijn team werden gewonnen zodat hij de individuele prijs kreeg voor zijn win/loss percentage. In 2007 maakte hij deel uit van Jong Oranje waarmee hij de bronzen medaille won tijdens de Europese Kampioenschappen in Rosmalen. Tijdens het toernooi kwam hij twee wedstrijden uit als startend werper alsmede de halve finale tegen Italië als reliever.
Op 12 april 2008 maakte hij zijn debuut in de landelijke hoofdklasse voor RCH uit Heemstede. In dat seizoen gooide hij vijftien wedstrijden waarvan veertien als reliefpitcher. In 2009 kwam hij eveneens uit voor RCH waarvan het merendeel van de wedstrijden als startend werper. Toen deze club degradeerde ging hij in 2010 spelen voor HCAW in Bussum. In 2012 kwam er een einde aan zijn optreden in de hoofdklasse en ging hij een klasse lager spelen bij DSS. Klarenbeek is ook een van de instructeurs van de Baseball Academy Kennemerland. Hij is werkzaam bij een IT-bedrijf in Haarlem.